# Richard Upjohn
Richard Upjohn (Shaftesbury, 22 gennaio 1802 – Garrison, 16 agosto 1878) è stato un architetto britannico naturalizzato statunitense, celebre per i suoi edifici in stile neogotico. Fondatore e primo presidente della American Institute of Architects (AIA). La sua realizzazione architettonica più celebre è la Trinity Church a Manhattan.

## Biografia
Nato a Shaftesbury, in Inghilterra, dopo un lungo periodo di apprendistato presso un ebanista inglese, si trasferì con la famiglia negli Stati Uniti nel 1829 a causa di un forte indebitamento contratto; dopo aver scelto New Bedford, si trasferì a Boston nel 1833 e nel 1836 divenne cittadino naturalizzato statunitense. La sua prima commissione rilevante fu la progettazione dell'ingresso principale del Boston Common, il principale parco pubblico cittadino di Boston.